# 专业学位
專業學位（Professional degree），是一個能使人在特定專業、實踐或職業領域工作的學位，通常滿足相應專業的學術資格或認證要求 。專業學位可以是研究所或大學本科學位，具體取決於所涉及的專業和國家，可分為學士、碩士或博士學位。出於各種原因，專業學位的名稱可能與其在學術資格分類上的名稱不同，例如，一些英國的專業學位被稱為“Bachelor”，但實際上相當於碩士學位，如內外全科醫學士（Bachelor of Medicine and Bachelor of Surgery）；而一些澳大利亞和加拿大的專業學位被稱為“Doctor”，但被分類為碩士或學士學位，如醫學士（Doctor of Medicine）。

## 中华人民共和国
专业硕士（professional master's degree），相对于学术型学位的类型，其目的是培养具理论基础，并适应特定行业或职业工作需要的应用型人才。专业硕士与学术硕士处于同一层次，但在培养目标上有明显差异。
根据国务院学位委员会和教育部印发《研究生教育学科专业目录（2022年）》，专业硕士学位包括应用伦理、金融、应用统计、税务、国际商务、保险、资产评估、数字经济、警务、知识产权、国际事务、新闻与出版、博物馆、建筑、城乡规划、食品与营养、护理、中药、针灸、联合作战指挥、军兵种作战指挥、作战指挥保障、战时政治工作、后勤与装备保障、军事训练与管理、工商管理、公共管理、旅游管理、图书情报、工程管理、密码。

## 美国
在美國，大學畢業後可繼續修習碩士、博士外也可去修習專業學位。
專業學位中的一種特殊形式是學士後的第一專業學位（First professional degree），常用“Doctor”名稱命名。美國教育部對此定義：第一專業學位是滿足以下標準的學位：(1) 完成入門實踐該專業所需的學術要求 (2) 進入該學位項目前至少需要完成兩年的大學課程 (3) 總共需要至少六年的大學課程才能完成該學位項目，包括之前所需的大學課程以及專業學位本身所需的時間。“第一專業學位”此專有名詞在2010-11年已經被教育部停用，取而代之新增了新的學士後學位分類類別。在此之前第一專業學位主要頒發在以下十個領域：
- 脊骨神經醫學（D.C. 或 D.C.M.）
- 牙醫學（D.D.S. 或 D.M.D.）
- 法律（LL.B. 或 J.D.）
- 醫學（M.D.）
- 視光學（O.D.）
- 整骨醫學（D.O.）
- 藥學（Pharm.D.）
- 足病學（Pod.D. 或 D.P.）或足病醫學（D.P.M.）
- 神學（M. Div.、M.H.L.、B.D. 或 Ord. and M.H.L./Rav.）
- 獸醫學（D.V.M.）

自2011年以來，“專業實踐博士學位（Doctor's degree - professional practice）”分類用於描述“完成提供專業實踐所需知識和技能的計劃後授予的博士學位”。與“第一專業學位”一樣，這一分類要求在高等教育中的修業時間至少六年，不同的是就讀此學位前不再需要修習至少兩年的大學課程。教育部未定義專業博士學位的專業領域，這一點不同於“第一專業學位”的十個專業領域。除專業博士學位外，還可以存在包含學士或碩士名稱的專業學位，例如建築學中的建築學學士（B.Arch.）和建築學碩士（M.Arch.）。特別是神學的第一專業學位，在2011年被重新分類為碩士學位，其中包括道學碩士（M.Div.）和道學學士（B.D.）。
在美國，專業博士學位和“研究/學術博士學位（Doctor's degree - research/scholarship）”之間存在區別，後者被定義為“超越碩士水平的高級工作，包括準備和答辯原創研究的論文，或者規劃和執行具有重大藝術或學術成就的原創項目”。從國際角度看，美國專業博士學位和研究博士學位不同，前者不需要超越碩士水平的工作，通常不被視為博士水平資格。此外，還存在“其他博士學位（Doctor's degree - other）”的分類，適用於未滿足專業博士學位或研究博士學位定義的博士學位。
美國人口調查局在美國社區調查中使用了“學士學位以上的專業學位（professional degree beyond bachelor's degree）”這一分類作為對“此人完成的最高學位或學校水平是什麼？”這個問題的可能答案之一，例如醫學士（M.D.）和法律博士（J.D.）等。這個分類位於“碩士學位”和“博士學位”之間，博士學位的例子包括哲學博士（Ph.D.）和教育博士（Ed.D.）。
美國勞工統計局在呈現教育程度跟失業率與薪資關係時，也把專業學位獨立出來，跟博士及碩士等學位並列。
在某些專業領域，可以獲得高於專業博士或其他資格所需的學位，有時被稱為後專業學位。高等專業學位可能在藝術等無特定學術要求的領域提供，例如美術。這些學位可以是碩士學位或博士學位。